# Waterstoniella javana
Waterstoniella javana är en stekelart som beskrevs av Wiebes 1982. Waterstoniella javana ingår i släktet Waterstoniella och familjen fikonsteklar. Inga underarter finns listade i Catalogue of Life.